# الموجة اليابانية الجديدة
الموجة اليابانية الجديدة (ヌーベルバーグ، Nūberu bāgu ) هي حركة سينمائية ظهرت في السينما اليابانية بشكل متفاوت من بداية الخمسينات حتى نهاية السبعينات وظهر فيها الكثير من المبدعين السينمائيين العظماء ومن أهمهم : ماساكي كوباياشي وإيمامورا شوهيه وهيروشي تيشيجاهارا وناجيسا أوشيما وسيجون سوزوكي وإيزاو تاكاهاتا وشوجي ديراياما ويوغي يامادا وكانيتو شيندو.

## مخرجو الموجة الجديدة
المخرجين المرتبطين مع بداية الموجة الجديدة اليابانية شملت سوسومو هاني، هيروشي تيشيغاهارا، كوريوشي كوراهارا، ياسوزو ماسومورا، ماساهيرو شينودا، ناجيسا أوشيما، يوشيشيج يوشيدا، شوهي إيمامورا وشوجي ديراياما. بعض صانعي الأفلام الآخرين الذين بدأوا بالفعل حياتهم المهنية - سيجون سوزوكي وكو ناكاهيرا وماساكي كوباياشي وكانيتو شيندو أصبحوا مرتبطين أحيانًا بالحركة.
من خلال العمل بشكل منفصل، استكشفوا عددًا من الأفكار التي لم تكن تُشاهد في السابق في السينما اليابانية التقليدية: المنبوذون الاجتماعيون كأبطال (بما في ذلك المجرمين أو المنحرفين )، والنشاط الجنسي غير المقيد،  تغيير أدوار المرأة في المجتمع، والعنصرية وموقف الأقليات العرقية في اليابان،  ونقد (أو تفكيك) الهياكل والافتراضات الاجتماعية. مثل تومي من فيلم المرأة الحشرة لإيمامورا شوهيه 1963 أو المراهقون الجانحون في قصة قاسية للشباب (1960) تمردًا، ولكنها أعطت أيضًا للجمهور المحلي والدولي لمحة عن الحياة التي من المحتمل أن تفلت من الاهتمام السينمائي.

### ماساكي كوباياشي
هو واحد من أعظم مخرجي السينما في تاريخها وله أفلام تعتبر من علامات السينما مثل : فيلمه الأهم هاركيري وكوايدان وتمرد الساموراي والثلاثية الحربية العظيمة حالة إنسان وفيلم نزل الشر والنهر الأسود والغرفة ذات الجدران السميكة وأيضاً فيلمه الذي لايحظى بتقدير الكافي الأحفورة.
عمل مع الممثل الياباني كبير تاتسويا ناكادي في أكثر من عمل وهو من أظهره للسينما ليسطع نجمه وعمل مع الممثل الياباني الأشهر توشيرو ميفوني في فيلم تمرد الساموراي، ولا يزيل تأثير أفلامه قائماً حتى اليوم.
حاصل على جائزتي لجنة التحكيم من مهرجان كان عن فلمي هاركيري وكوايدان وجائزة ساثرلاند عن فيلم تمرد الساموراي وترشح جائزة الأوسكار لأفضل فيلم أجنبي عن فيلم كوايدان وترشح لجائزتي الأسد الذهبي وجائزة لجنة التحكيم عن فلمي صلاة الجندي (الجزء الأول من ثلاثية الحالة الإنسانية) وأيضاً فيلم ليس لدي الكثير من المشاكل.

### إيمامورا شوهيه
مخرج سينمائي عظيم حاصل على جائزة السعفة الذهبية مرتين وعلى جائزة الأكاديمية اليابانية لأفضل مخرج ثلث مرات ولأفضل فيلم ثلاث ولأفضل سيناريو مرة واحدة وترشح لجائزة الروح المستقلة مرتين قد يكون أكثر مخرج ياباني حصل على جوائز مهمة بهذا الشكل وتعد غالبية أفلامه من العلامات البارزة في تاريخ السينما.

### هيروشي تيشيجاهارا
هيروشي تيشيجاهارا هو مخرج ياباني يعد من أشهر وأعظم المخرجين اليابانين، اشتهر بفيلم امرأة في الكثبان عام 1964 الذي يعد واحد من أعظم الأفلام في التاريخ ويعتبره المخرج الروسي العظيم أندريه تاركوفسكي من أفضل عشرة أفلام في التاريخ. أخرج في مسيرته ثمان أفلام طويلة وخمسة قصيرة. وهو معروف أيضًا بإخراج أفلام عظيمة مثل الوجه الآخر ومأزق الذي كان أول ظهور لتيشيجاهارا في الإخراج" والوثائقي أنطونيو غاودي وأيضاً فيلم ريكيو.

### ناجيسا اوشيما
ناجيسا أوشيما واحد من أجرئ المخرجين السينمائيين تميزت أفلامه بالجنس الصريح والمواضيع الحساسة وأخرج العديد من الأفلام العظيمة مثل : في عالم الحواس وإمبراطوية العشق وحكاية شباب قاسية والموت شنقاً وفيلمه الأخير المحرمات الذي تناول موضوع الشذوذ الجنسي.

### سيجون سوزوكي
اشتهر بأفلام الجريمة وله تأثير كبير على مخرجين كبار اليوم مثل : كوينتن تارنتينو وجيم جارموش ووونغ مار واي وديفيد لينش وبونغ جون هو وبارك تشان ووك وبراين دي بالما. تشتهر أفلامه بأسلوبها البصري المتناقض، والسيريالية، وروح الدعابة غير الموقرة، والروعة العدمية، والإحساس بالتسلية فوق المنطق.

### إيزاو تاكاهاتا
لا يمكن إعتباره منهم بشكل متكامل لأنه جاء في نهاية الموجة وهو مختلف في مجال إخراجه فهو مخرج أفلام رسوم متحركة (أنمي) ولكن لا يمكن نسيان أهميته وعظمته في تاريخ السينما فقد قدم العديد من التحفة السينمائية مثل الفيلم التراجيدي العظيم قبر اليرعات ومطر الذكريات وفيلمه الكوميدي جيراني من عائلة ياماد وهو صديق المخرج الكبير هاياو ميازاكي والذي أسس معه أستوديو جيبلي.

### شوجي تيرياما
مخرج وشاعر وروائي ومسرحي ومصور سينمائي. تميزت أعماله بسريالية والجرأة ظهر تأثير ناجيسا أوشيما على أعماله وهو من أشد المعجبين به ويقول أيضاً أنه معجب بالمخرج الكبير رومان بولانسكي والمخرج الإيطالي العظيم مايكل أنجلو أنطونيوني والممثل العظيم همفري بوغارت.
من أعظم أعماله (تخلص من كتبك، واجتمع في الشوارع) و(رعوي: ليموت في الريف) و(وداع الفلك) والفيلم القصير (متاهة العشب).

### كانيتو شيندو
معروف بتحفته أونبابا وتاثير الكبير على سينما الرعب النفسي وله أفلام عظيمة أخرى غير أونبابا مثل : الجزيرة العارية وكورونيكو وأطفال هيروشيما، توفي عن عمر يناهز المئة عام تاريخ 29 مايو 2012.

### يوجي يامادا
المخرج الوحيد الذي لم يفارق عالمنا حتى الآن ظهر في آخر الموجة في عام 1969 مع فيلم من الصعب أن تكون رجلاً وله العديد من الأفلام المهمة مثل : ساموراي الشفق عام 2002 والنصل المخفي عام 2004 والحب والشرف عام 2006 والمنديل الأصفر عام 1977 وكابي - أمنا (كابي - نوسا ماي) عام 2008.

### توشيو ماتسوموتو
فنان ذو إنتاجية قليلة وله بصمات واضحة في الموجة اليابانية الجديدة

### ماساهيرو شينودا
من المخرجين الذين لا يحظون بتقدير الكافي ومن أهم أعماله زهرة شاحبة وانتحار مزدوج وساموراي جاسوس وله العديد من الأفلام المهمة.

## إرثهم الإبداعي
بدأت الموجة اليابانية الجديدة في الانهيار (كما حدث في فرنسا) في أوائل السبعينيات؛ في مواجهة نظام الاستوديو المنهار، تراجع المخرجون الرئيسيون إلى العمل الوثائقي، والمساعي الفنية الأخرى (تيشيغاهارا، الذي مارس النحت وأصبح سيدًا كبيرًا في مدرسة إيكيبانا )،  أو إلى الإنتاج المشترك الدولي (أوشيما).
في مواجهة مثل هذه الصعوبات، كان عدد قليل من الشخصيات الرئيسية في الموجة اليابانية الجديدة لا يزالون قادرين على إنتاج أفلام بارزة - أصبح فيلم أوشيما في عالم الحواس لعام 1976 مشهورًا عالميًا في مزيج من الدراما التاريخية وجوانب من المواد الإباحية، وبعد العودة إلى صناعة الأفلام تيشيجاهارا وثائقي أنطونيو غاودي 1984 وريكيو 1989 والأميرة جوه 1992. أصبح إيمامورا شوهيه في النهاية واحدًا من أربعة صانعي أفلام فقط فازوا بالسعفة الذهبية في مهرجان كان السينمائي لأفلام متعددة -رحلة ناراياما 1983 والإنقليس 1997.